# مانوئل پرز (بازیکن فوتبال)
مانوئل پرز (انگلیسی: Manuel Perez؛ زادهٔ ۱۱ مهٔ ۱۹۹۱) بازیکن فوتبال اهل فرانسه است.
از باشگاه‌هایی که در آن بازی کرده‌است می‌توان به باشگاه فوتبال استاد برستوا ۲۹ اشاره کرد.